# Callipus piroddai
Callipus piroddai är en mångfotingart som beskrevs av Pius Strasser 1974. Callipus piroddai ingår i släktet Callipus och familjen Callipodidae. Inga underarter finns listade i Catalogue of Life.